# Landkreis Trier-Saarburg
Landkreis Trier-Saarburg – powiat w niemieckim kraju związkowym Nadrenia-Palatynat. Stolicą powiatu jest miasto Trewir.

## Podział administracyjny
Powiat składa się z:
- sześciu gmin związkowych (Verbandsgemeinde)

Gminy związkowe:
| Lp. | Nazwa gminy związkowej               | Ludność (31 grudnia 2018) | Powierzchnia km² | Liczba gmin |
| --- | ------------------------------------ | ------------------------- | ---------------- | ----------- |
| 1   | Hermeskeil                           | 15.185                    | 145,48           | 13          |
| 2   | Konz                                 | 32.288                    | 130,22           | 12          |
| 3   | Ruwer                                | 18.428                    | 126,60           | 20          |
| 4   | Saarburg-Kell                        | 32.938                    | 359,32           | 29          |
| 5   | Schweich an der Römischen Weinstraße | 28.174                    | 164,41           | 19          |
| 6   | Trier-Land                           | 21.932                    | 175,46           | 11          |

## Sąsiadujące powiaty
- Eifelkreis Bitburg-Prüm
- powiat Bernkastel-Wittlich
- powiat Birkenfeld
- Trewir

## Współpraca
- Kibuye, Rwanda
- powiat pucki, Polska
- powiat Saalfeld-Rudolstadt, Turyngia